# Hadi Choopan
Hadi Choopan (nascido em 26 de setembro de 1987), conhecido pelo apelido de "O Lobo Persa", é um fisiculturista profissional iraniano . Ele é o vencedor da competição Mr. Olympia de 2022.

## Carreira
Choopan foi um membro fixo da Equipe Nacional de Culturismo do Irã de 2011 a 2016. Competiu várias vezes em concursos daFederação Internacional de Culturismo e Fitness (IFBB) e ganhou vários títulos.
Em 2018, o presidente dos Estados Unidos, Donald Trump, proibiu a entrada de todos os cidadãos iranianos no país e Choopan teve o visto negado para participar do Arnold Classic 2018. O fisiculturista expressou sua frustração e classificou o incidente como discriminatório.

## Títulos e honrarias
- 15 medalhas de ouro provinciais (províncias de Fars e Teerã )
- 6 medalhas nacionais (3 ouros, 2 pratas, 1 bronze)
- WBPF World Championships: medalha de prata, 2012
- WBPF Asia Championships: medalha de ouro, 2013
- WBPF World Championships: medalha de ouro, 2013, 2014, 2015
- Mr. Olympia Amador: medalha de ouro, 2017
- IFBB Sheru Classic: medalha de prata, 2017
- Grande Prêmio da Ásia: medalha de prata, 2017
- San Marino Pro: medalha de prata, 2017
- Expo Dubai: medalha de prata, 2018
- IFBB Portugal Pro: medalha de ouro, 2018
- Grande Prêmio da Ásia: medalha de ouro, 2018
- IFBB Vancouver Pro: medalha de ouro, 2019
- Mr. Olympia 2019 : 3º lugar[6][7][8][9][10][11][12][13]
- Mr. Olympia 2020 : 4º lugar
- Mr. Olympia 2021: 3º lugar[14]
- Mr. Olympia 2022 : 1º Lugar
- Esportista iraniano do ano de 2023